# كلوديا حنا
كلوديا حنا (25 نيسان/أبريل 1985 -)، عارضة ازياء، مغنية وممثلة عراقية من أصل كلداني. قامت بغناء عدة أغان منفردة ومن أشهرها أغنية «اشتغالات» في فيلم «أوشن 14».

## مشوارها الفني
ولدت في بغداد بدأت مشوارها من خلال مسرح الطفل، حيث قدمت برامج للأطفال في العراق، غادرت بلدها وعمرها ثمانية سنوات بسبب الظروف السياسية، واستقرت عائلتها في بيروت لعدة سنوات، ثم انتقلت إلى سوريا ونشأت فيها، درست في «الأسموت» تصميم الازياء كما عملت كعارضة أزياء إنتقلت بعدها إلى الأردن مع عائلتها لتطلب اللجوء إلى السويد خلال تلك الفترة عملت كمذيعة
في قناة نورمينا وبعدها في القيثارة العراقية
توجت للمرة الأولى بلقب ملكة جمال المغتربين، ثم نالت لقب ملكة جمال العرب لعام 2006 لغاية 2008، ضمن المسابقة التي تنظمها جامعة الدول العربية 
، قدمت بعض الأغنيات من خلال كليبات جرئية تسبب بمقاطعة عائلتها لها ثلاثة أشهر خاضت تجربة التمثيل في مصر من خلال السينما بفيلم «مشاعر في البورصة» «سطو مثلث» وشاركت بالعديد من الأعمال التلفزيونية العراقية والمصرية
 حاصلة على شهادتي بكالوريوس، الأولى في الإخراج والتمثيل، والثانية في «إدارة الأعمال» من الجامعة الأميركية في القاهرة.

### رفضها تجسيد شخصية رغد صدام حسين
عام 2017 أشيع في الصحافة خبر ترشيحها للقيام بدور رغد صدام حسين في فيلم يحكي قصة حياة الرئيس العراقي الأسبق وتلقت اتصالا من مكتب رغد للاستفسار حول الموضوع، بعدما قامت صحف عربية عدة بنشر ذلك الخبر وقالت 

## أعمالها

### في التلفزيون
| سنة الإنتاج | اسم المسلسل       | الشخصية |
| ----------- | ----------------- | ------- |
| 2011        | الرياضيات         |         |
| 2016        | أزمة نسب          | أسماء   |
| 2017        | السرايا           | جومانا  |
| 2017        | قصر العشاق        | أميرة   |
| 2018        | بيت السلايف       |         |
| 2019        | باكو بغداد        | أصيلة   |
| 2021        | سلطان وأميرة أكشن | أميرة   |

### في السينما
| سنة الإنتاج | الفيلم           | الشخصية |
| ----------- | ---------------- | ------- |
| 2009        | مشاعر في البورصة | نور     |
| 2016        | اوشن 14          |         |
| 2016        | سطو مثلث         | ورود    |
| 2019        | قهوة بورصة مصر   |         |
| 2019        | يوم العرض        | جمالات  |
| 2019        | استدعاء ولي عمرو |         |

### في الغناء
- أحبك
- بندم قوي
- تجافيني
- يحنن
- الوقت ده
- معذبني بدلاله
- اشتغالات

## وصلات خارجية
- كلوديا حنا على موقع IMDb (الإنجليزية)
- كلوديا حنا على موقع قاعدة بيانات الأفلام العربية